# Ahnfeltia
Ahnfeltia nom. cons., rod crvenih algi koji čini samostalnu porodicu Ahnfeltiaceae i red Ahnfeltiales. Postoji 11 priznatih vrsta

## Vrste
1. Ahnfeltia borealis D.Milstein & G.W.Saunders
2. Ahnfeltia elongata Montagne
3. Ahnfeltia fastigiata (Endlicher) Makienko
4. Ahnfeltia pinnulata Harvey
5. Ahnfeltia plicata (Hudson) Fries - tipična
6. Ahnfeltia polyides Areschoug
7. Ahnfeltia setacea (Kützing) F.Schmitz
8. Ahnfeltia svensonii W.R.Taylor
9. Ahnfeltia tobuchiensis (Kanno & Matsubara) Makienko
10. Ahnfeltia torulosa (J.D.Hooker & Harvey) J.Agardh
11. Ahnfeltia yinggehaiensis B.-M.Xia & Y.-Q.Zhang